# Mongolisches Pferd
Das Mongolische Pferd (mongolisch Морь Morj [mœɾ]) ist ein Kleinpferd in der Mongolei, das unter anderem bei den Eroberungsfeldzügen Dschingis Khans eine wesentliche Rolle spielte. Die traditionell lebenden Nomaden halten über drei Millionen Tiere, folglich gibt es im Land deutlich mehr Pferde als Menschen.
Die Pferde leben in der Mongolei das ganze Jahr über im Freien (bei 30 °C im Sommer, bis −40 °C im Winter) und suchen sich ihr Futter selbst. Sie liefern Milch für das Nationalgetränk Airag und manchmal auch Fleisch. Sie sind Reittiere für die alltägliche Arbeit der Nomaden wie auch für Pferderennen. Von zunehmender Bedeutung ist die Fleischproduktion, wobei Fleischexporte nach Japan, Korea und langfristig nach China angestrebt werden. Außerdem sind sie ein wichtiger Faktor im Tourismus.

## Exterieur
Das Erscheinungsbild dieser Pferde ist gedrungen, mit niedrigem Körperbau und einem großen Kopf. Mähne und Schweif sind sehr lang, die Haare werden zum Knüpfen von Seilen verwendet, die Schweifhaare sind weltweit auf Violinbögen zu finden. Die Hufe sind sehr robust, weshalb die wenigsten Tiere beschlagen werden. Es hat eine große Ähnlichkeit mit dem Burma-Pony.

## Interieur
Mongolische Pferde sind sehr genügsam, ausdauernd und trittsicher im Gelände. Die meisten Pferde werden frei laufend gehalten, nur Reittiere werden eingefangen und angebunden.
Der mongolische Sattel besteht aus Holz, ist sehr hoch gebaut und erlaubt nur eine geringe Kontrolle des Ganges. Darum fällt die Entscheidung über die Gangart meistens dem Tier zu und der Reiter kann sich um seine sonstigen Aufgaben (z. B. das Viehtreiben) kümmern. Häufig wird ein mongolisches Pferd in den Tölt fallen, es ist also ein Gangpferd.
Rennpferde legen mit einem Kind im Sattel bis zu 35 km in gestrecktem Galopp zurück. Sie sind darauf trainiert, auch bei Absturz des Reiters ins Ziel mitzulaufen, um dort abgebremst und angehalten zu werden.

## Zuchtgeschichte
Reitpferde sind bei den Nomaden der zentralasiatischen Steppen schon seit 2000 v. Chr. dokumentiert. Die mongolischen Pferde weisen von allen Pferderassen die größte genetische Vielfalt auf, gefolgt von den tuwinischen Pferden. Dies deutet darauf hin, dass es sich um eine sehr ursprüngliche Rasse mit vergleichsweise geringer züchterischer Beeinflussung handelt. Einige andere heutige Pferderassen stammen von den mongolischen ab.